# Argentina na Copa do Mundo FIFA de 1930
A Seleção Argentina de Futebol foi uma das 13 equipes participantes da Copa do Mundo FIFA de 1930, realizada no Uruguai de 13 a 30 de julho.
Foi a primeira participação da Argentina na Copa do Mundo. O técnico era Francisco Olazar e os capitães eram Ángel Bossio e Manuel Ferreira. O torneio foi realizado durante a era amadora do futebol.

## Preparação
A Argentina venceu o Campeonato Sul-Americano de Futebol de 1927 e o Campeonato Sul-Americano de Futebol de 1929 e ganhou a medalha de prata nos Jogos Olímpicos de Verão de 1928, perdendo a final contra o Uruguai. Uma reportagem do jornal sueco Sunnmørsposten diz que a opinião clara era de que o Uruguai venceu sem merecer, que a Argentina foi claramente melhor e que o Uruguai jogou de forma bruta, suja e antidesportiva nos últimos quinze minutos. A torcida desaprovou em alto e bom som. "Muitas vezes, foi pura sorte e um jogo defensivo fenomenal que salvou a vitória do Uruguai".
Um mês antes da Copa do Mundo de 1930, Argentina e Uruguai disputaram um amistoso no antigo estádio do Club Atlético San Lorenzo de Almagro, localizado no bairro de Boedo, em Buenos Aires. A partida terminou empatada em 1 a 1, com gols de Francisco Varallo para a Argentina e Pedro Petrone para o Uruguai. Como, em caso de empate, o visitante era declarado campeão, o Uruguai levou o troféu da competição amistosa.
De acordo com Francisco Varallo: "Antes do torneio, treinávamos três vezes por semana. Fazíamos ginástica e jogávamos um pouco. Eu era louco por treinamento, então ficava para correr depois que os outros meninos saíam. O técnico era Francisco Olazar, uma grande figura do Racing. Ele havia sido nomeado por causa de seu histórico, mas naquela época não tomava muitas decisões. Ele nomeava os onze e pronto. As grandes decisões eram tomadas pelos diretores. O preparador físico era Juan José Tramutola, que nos orientava com os exercícios. Não tinha nada a ver com as sessões de treinamento de hoje, mas era bom para a época.
A Argentina se concentrou em Santa Lucia (Uruguai), uma cidade mais tranquila, longe de Montevidéu, para evitar a pressão da torcida uruguaia. Francisco Varallo: "Foi como uma guerra psicológica, eles queriam nos assustar. Lá, em La Barra, não havia muito o que fazer, mas Carlos Gardel, um grande amigo e fanático por futebol, sempre vinha nos visitar. Ele ficava acordado até as 12 horas da noite jogando na loteria e sempre pegava seu violão para cantar as músicas que pedíamos para ele cantar".
A equipe incluiu o espanhol Pedro Suárez, o primeiro jogador não nascido na Argentina que defendeu o país em uma Copa do Mundo. O segundo foi Constantino Urbieta Sosa na Copa do Mundo de 1934 e o terceiro foi Gonzalo Higuaín nas Copas do Mundo de 2010, 2014 e 2018.

## Jogadores
| #  | Nome                 | Posição          | Idade            | J na Sel         | Clube                               |
| -- | -------------------- | ---------------- | ---------------- | ---------------- | ----------------------------------- |
| 1  | Ángel Bossio         | Goleiro          | 25               | 3                | Atlético Talleres                   |
| 2  | Juan Botasso         | goleiro          | 29               | 25               | Quilmes                             |
| 3  | Alberto Chividini    | Defensor         | 24               | 12               | Atlético Central Norte              |
| 4  | Edmundo Piaggio      | Defensor         | 24               | 29               | Lanús                               |
| 5  | Fernando Paternoster | Meio campista    | 27               | 5                | Racing Club                         |
| 6  | José Della Torre     | Defensor         | 24               | 64               | Racing Club                         |
| 7  | Juan Evaristo        | Defensor         | 28               | 8                | Club Sportivo Barracas              |
| 8  | Ramón Muttis         | Defensor         | 31               | 70               | Boca Juniors                        |
| 9  | Adolfo Zumelzú       | Meio campista    | 28               | 5                | Club Atlético Estudiantil Porteño   |
| 10 | Attilio Demaría      | Meio campista    | 21               | 45               | Club Atlético Estudiantil Porteño   |
| 11 | Luis Monti           | Meio campista    | 29               | 54               | San Lorenzo                         |
| 12 | Mario Evaristo       | Meio campista    | 21               | 4                | Boca Juniors                        |
| 13 | Pedro Suárez         | Meio campista    | 22               | 54               | Boca Juniors                        |
| 14 | Rodolfo Orlandini    | Meio campista    | 25               | 57               | Club Atlético Estudiantil Porteño   |
| 15 | Alejandro Scopelli   | Atacante         | 22               | 7                | Estudiantes de La Plata             |
| 16 | Carlos Peucelle      | Atacante         | 21               | 22               | Club Social y Sportivo Buenos Aires |
| 17 | Carlos Spadaro       | Atacante         | 28               | 16               | Lanús                               |
| 18 | Francisco Varallo    | Atacante         | 20               | 14               | Gimnasia y Esgrima                  |
| 19 | Guillermo Stábile    | Atacante         | 25               | 21               | Club Atlético Huracán               |
| 20 | Manuel Ferreira      | Atacante         | 24               | 36               | Estudiantes de La Plata             |
| 21 | Natalio Perinetti    | Atacante         | 29               | 4                | Racing Club                         |
| 22 | Roberto Cherro       | Atacante         | 23               | 6                | Boca Juniors                        |
| T  | Francisco Olazar     | Francisco Olazar | Francisco Olazar | Francisco Olazar | Francisco Olazar                    |

## Participação

### Primeira fase
| Equipe    | Pts | J | V | E | D | GP | GC | Saldo |
| --------- | --- | - | - | - | - | -- | -- | ----- |
| Argentina | 6   | 3 | 3 | 0 | 0 | 10 | 4  | +6    |
| Chile     | 4   | 3 | 2 | 0 | 1 | 5  | 3  | 2     |
| França    | 2   | 3 | 1 | 0 | 2 | 4  | 3  | 1     |
| México    | 0   | 3 | 0 | 0 | 3 | 4  | 13 | -9    |

| 15 de julho de 1930 | Argentina      | 1 – 0  | França | Estádio Gran Parque Central, Montevidéu           |
| 16:00               | Luis Monti 81' | Súmula |        | Público: 23 409 Árbitro: Gilberto de Almeida Rêgo |

| 19 de julho de 1930 | Argentina | 6-3    | México                                                  | Estádio Centenario, Montevidéu          |
| 13:30               | Guillermo Stábile 08' · Adolfo Zumelzú 12', · Guillermo Stábile 17' · Francisco Varallo 53' · Adolfo Zumelzú 55' · Guillermo Stábile 80' | Súmula | Manuel Rosas 42' · Manuel Rosas 65' · Roberto Gayón 75' | Público: 42 100 Árbitro: Ulises Saucedo |

| 22 de julho de 1930 | Chile                  | 1-3    | Argentina                                                      | Estádio Centenario, Montevidéu                   |
| 20:30               | Guillermo Subiabre 15' | Súmula | Guillermo Stábile 12' Guillermo Stábile 13' Mario Evaristo 51' | Público: 41 459 · Árbitro: John Langenus Bélgica |

### Semi-Final
| 26 de julho de 1930 | Argentina | 6 – 1 | Estados Unidos  | Estádio Centenario, Montevidéu                   |
| 15:30               | Luis Monti 20' · Alejandro Scopelli 56' · Guillermo Stábile 69' · Carlos Peucelle 80' 85' · Guillermo Stábile 87' |       | James Brown 71' | Público: 72 886 · Árbitro: John Langenus Bélgica |

### Final
| 30 de julho de 1930 | Uruguai                                     | 4-2 | Argentina                                                                     | Estádio Centenario, Montevidéu                   |
| 16:00               | Carlos Peucelle 20' · Guillermo Stábile 37' |     | Pablo Dorado 12' · Pedro Cea 57' · Victoriano Iriarte 68' · Héctor Castro 89' | Público: 68 346 · Árbitro: John Langenus Bélgica |

## Campanha

### Argentina vs França
A Argentina participou da primeira Copa do Mundo como convidada, assim como os outros 11 participantes e o anfitrião. Sua sede era em Barra de Santa Lucia, a poucos quilômetros de Montevidéu. A estreia na Copa do Mundo ocorreu em 15 de julho de 1930, no Estádio Gran Parque Central, em Montevidéu, contra a França.
A dez minutos do final, o meio-campista Luis Monti marcou o único gol da partida em uma cobrança de falta. O árbitro brasileiro, Gilberto de Almeida Rêgo, cometeu um erro e encerrou a partida 6' antes do tempo, o que provocou a ira da torcida, em sua maioria uruguaia, que invadiu o gramado e gritou hostilidades contra os jogadores argentinos. Percebendo o erro, o árbitro foi aos vestiários e pediu aos jogadores que voltassem ao campo para completar o tempo normal. O resultado não foi alterado e a Argentina venceu por 1 a 0.
Francisco Varallo: "Jogamos muito bem, mas não conseguimos marcar. Criamos umas dez chances de gol e não entraram. A bola bateu na trave, raspou ou o goleiro Thépot, o primeiro que vi de luvas, pegou. Faltando dez minutos para o fim do jogo, recebemos uma cobrança de falta e Monti me pediu para cobrá-la. "Não, você bate, vai ser um gol", eu disse a ele sem me dirigir a ele como um garoto, porque eu era um garoto e chamava todos os meus companheiros de equipe de "você". Eu não queria saber de nada porque o goleiro havia bloqueado dois chutes incríveis, achei que não era a minha tarde de sorte. No final, o Monti acertou o gol, colocou a bola para dentro e vencemos com um placar justo".

### Argentina vs México
A segunda participação da Argentina foi contra o México no Estádio Centenário, em Montevidéu. A partida foi marcada por alguns episódios típicos da era amadora do futebol. Não havia árbitros suficientes. O árbitro era o diretor técnico da Bolívia na Copa do Mundo, Ulises Saucedo, e um dos auxiliares de linha - hoje chamados de assistentes - era o técnico da Romênia no torneio, Constantin Rădulescu. O capitão argentino naquela partida foi o goleiro Ángel Bossio, devido à ausência de Manuel Ferreira, que havia viajado para Buenos Aires para fazer um exame na carreira de Tabelião Público que estava seguindo na Faculdade de Direito.
Guillermo Stábile assumiu o posto de titular no lugar de Roberto Cherro, permanecendo até o final do torneio e terminando como o artilheiro da competição.
A partida teve o primeiro caso de Fair Play e também o primeiro pênalti perdido na história da Copa do Mundo. A Argentina vencia por 3 a 0 e recebeu um pênalti. Sob protestos no estádio, o árbitro, Ulises Saucedo, percebeu que havia cometido um erro e tentou aumentar a distância da marca do pênalti, dando 16 passos em vez de 12. Fernando Paternoster, da Argentina, perdeu o pênalti de propósito. Após a partida, Carlos Gardel foi ao vestiário para parabenizar os jogadores pelo grande gesto esportivo. Ulises Saucedo marcou mais dois pênaltis, ambos para o México, um convertido por Manuel Rosas Sánchez e o outro defendido por Bosio na frente do mesmo cobrador.
Em uma partida em que a Argentina venceu por 6 a 3 com três gols de Guillermo Stábile, dois gols de Adolfo Zumelzú e um de Francisco Varallo.

### Argentina vs. Chile
O último jogo, contra o Chile, era a partida final, pois o vencedor se classificava para as semifinais do torneio. Os argentinos venceram o Chile por 3 a 1 com dois gols de Guillermo Stábile e um de Mario Evaristo, enquanto Guillermo Subiabre marcou o gol do Chile.
A partida ficou marcada por uma briga generalizada, que começou com uma disputa entre Luis Monti e Guillermo Subiabre. O jornal uruguaio El Diario (Uruguai) descreveu o incidente, acusando Monti de ser o agressor: "impotente para deter os atacantes chilenos, que estavam atacando a defesa argentina, dando-lhes muito trabalho, o meia Monti, sendo coerente consigo mesmo, deliberadamente aplicou um chute no jogador chileno Zubiabre, quando este não estava com a bola, Isso provocou a reação lógica do jogador agredido, o que levou à intervenção dos jogadores argentinos que tentaram atacar Zubiabre novamente, seus companheiros de equipe vieram em sua defesa e uma briga generalizada entre todos os jogadores, o que constituiu um espetáculo deprimente".  O argentino Francisco Varallo acusou Guillermo Subiabre de ser o agressor: "Esse Subiabre era muito mau. Enquanto eu comemorava um dos nossos gols, ele veio por trás e me deu um chute no joelho esquerdo. No calor do momento. E ele me acertou tão bem que eu não poderia estar na semifinal, pois doeu muito.". 

### Argentina vs. Estados Unidos
Não estava decidido como as semifinais seriam disputadas, nem se sabia como os cruzamentos seriam decididos. A FIFA optou por um sorteio puro somente depois que os quatro semifinalistas foram classificados.
Nas semifinais, a Argentina enfrentaria os Estados Unidos, que haviam vencido a Bélgica e o Paraguai por 3 a 0. Antes da partida, o NY Times considerou a equipe americana como favorita para o jogo.  Com 72 886, a maioria argentinos, foi o maior público da competição. O goleiro Juan Botasso assumiu a titularidade no lugar do até então capitão Ángel Bossio e permaneceria na posição na final da Copa do Mundo. A Argentina venceu por 6 a 1 e se classificou à final.

### Uruguai vs. Argentina
Finalmente, a partida final foi disputada entre Argentina e Uruguai em 30 de julho no Estádio Centenário. O clima estava muito hostil para os argentinos. Como cada equipe queria jogar com sua própria bola, foi necessário fazer um sorteio. O primeiro tempo foi jogado com a bola argentina e o segundo tempo com a bola uruguaia, obviamente. O gramado estava em péssimas condições.
Aos 12 minutos do primeiro tempo, Pablo Dorado, do Uruguai, abriu o placar após um passe de Héctor Castro. Mas a Argentina reagiu rapidamente. Oito minutos depois, Carlos Peucelle recebeu de Manuel Ferreira e empatou a partida. Luis Monti avançou com a bola em direção ao ataque argentino e lançou. José Nasazzi levantou as mãos para alegar impedimento, mas o árbitro permitiu que a jogada prosseguisse. Guillermo Stábile avançou sem resistência e bateu Ballestrero com um chute alto.
Já no segundo tempo, a partida ficou mais acirrada. Aos 12 minutos do segundo tempo, José Pedro Cea empatou com um passe de Héctor Scarone e o Uruguai assumiu o controle da partida. Aos 23 minutos do segundo tempo, Victoriano Santos Iriarte colocou o time da casa à frente, em um chute surpreendente de 30 metros de distância, após um passe de Ernesto Mascheroni. Faltando 1 minuto para o fim do jogo, Héctor Castro cabeceou um cruzamento de Pablo Dorado para fazer 4 a 2 e dar ao Uruguai seu primeiro título da Copa do Mundo.

## Artilharia
| 8 goals - Guillermo Stábile 3 goals - Carlos Peucelle 2 Goals - Adolfo Zumelzú - Luis Monti 1 goal - Alejandro Scopelli - Francisco Varallo - Mario Evaristo \| 5 assistências - Carlos Peucelle 3 assistências - Mario Evaristo 2 assistências - Adolfo Zumelzú 1 assistência - Luis Monti - Guillermo Stábile - Francisco Varallo - Manuel Ferreira Referências 1. ↑ «Olympiska spelen 1928». Sunnmørsposten. 15 de Junho de 1928. Consultado em 15 de Junho de 2024 2. 1 2 3 ««1930. EL SABOR AGRIDULCE DEL SUBCAMPEONATO»». El Grafico. https://www.elgrafico.com.ar. Consultado em 15 de Junho de 2010 3. ↑ ««Argentina - México 1930: el primer 'fair play' de la historia de los Mundiales».». El País. https://www.elpais.com. Consultado em 15 de Junho de 2010 4. ↑ ««U.S. Favorite to Win World's Soccer Title; Brazil and Paraguay Triumph at Montevideo»». NY Times. https://www.nytimes.com. Consultado em 15 de Junho de 2010 5. ↑ ««30 de julio de 1930: ¡Uruguay tricampeón mundial!»». Ahifu. http://ahifu.uy. Consultado em 15 de Junho de 2010 Predefinição:EquipesCopa1930 \| |
| 5 assistências - Carlos Peucelle 3 assistências - Mario Evaristo 2 assistências - Adolfo Zumelzú 1 assistência - Luis Monti - Guillermo Stábile - Francisco Varallo - Manuel Ferreira 1. 2. 3. 4. 5. Predefinição:EquipesCopa1930 |